# Pink TV
Pink TV war ein französischer Fernsehsender für homosexuelle Männer mit Sitz in Paris.
Der Sender strahlte Magazine, Serien und Filme aus, die Homosexuelle zeigen oder unter Homosexuellen viel beachtet sind. Er war über die Mehrheit der Bouquets der französischen Kabelnetze und Satelliten verfügbar.

## Geschichte
Am 25. Oktober 2004 sendete Pink TV erstmals über Kabel und Satellit. Aufgrund von wirtschaftlichen Schwierigkeiten wurde das Programm ab dem 12. März 2007 aufgeteilt: tagsüber die üblichen Programme (Unterhaltung und Information, Kultur – die homosexuellen Lebensweise ausdrückend) und nach Mitternacht bis 5 Uhr morgens ein pornographisches Programm. Damit einher ging eine Kapitalerhöhung, an der das Überleben des Sender hing. Président-directeur général Pascal Houzelot stellte fest, dass ein Scheitern der Kapitalerhöhung das Ende von Pink TV gewesen wäre. Da letztlich noch 1 Mio. Euro fehlten, sendete Pink TV eine Zeitlang nur noch zwei Stunden täglich und nur Wiederholungen. Ab Oktober 2008, mit sich verbessernder finanzieller Situation, wurden auch noch unveröffentlichte Sendungen (Filme, Dokumentarfilme, Schauspiele) ausgestrahlt. Dennoch wird weiterhin nur von 22 Uhr bis Mitternacht unverschlüsselt gesendet. Die nach Mitternacht ausgestrahlten Pornos werden, gegen 9 Euro Abogebühr, verschlüsselt unter dem Markennamen Pink X gezeigt.

## Affaire um den Sendernamen
Laut einem Bericht aus der Agence France-Presse wurde der sich ursprünglich P.I.N.K. nennende Sender verurteilt, den Namen zu verändern. Die Bezeichnung war schon seit 27. Dezember 1999 ein Akronym der Produktionsfirma Fovea: Programme d’Information Non Konformiste (P.I.N.K).

## Personen auf Pink TV (von 2004 bis 2007)

### Darsteller
- Anthony Aéral (L’Agenda clubbing)
- Laurent Artufel (Zap’Pink, Hétéro mais pas trop !, Les Pieds dans le plat mais pas trop !)
- Christophe Beaugrand (Le Set)
- Claire Chazal  (Le je/nous de Claire, Face à Pink)
- Laurent Drezner (Le Débat - Saison 1)
- Éric Guého (Bonheur, bonheur, bonheur, Les Pieds dans le plat… mais pas trop !)
- Thomas Joubert (Le Débat - Saison 1)
- Marie Labory (Le Set, Pink Pong)
- Mathieu Lecerf (Cours chez Pink)
- Frédéric Mitterrand (Ça s’est passé comme ça, Face à Pink)
- Raphaël Pathé (Le Set)
- Pascal Sevran (Bibliothèque Pink)
- Alex Taylor (Le Débat - Saison 2)
- Christophe Renaud (Zapink)

### Moderatoren
- Anthony Aréal
- Laurent Artufel (Le Set - saisons 1 et 2, Aujourd’hui Marianne avec Marianne James)
- Florence d'Azémar
- Grégory Alexandre
- Brigitte Boréal
- Pierre-Yves Dodat
- Jan Le Bris de Kerne ( Le Set - saisons 1 , Rubriques médias, Panthéon et billets d'humeur)
- Olivier Nicklaus
- D'Gey

## Eigentümer
- Pascal Houzelot : 29,92 %
- Groupe Canal+ : 17,52 %
- Groupe TF1 : 11,44 %
- Société M6 Thématique : 9,15 %
- Société Connection : 9,15 %
- Société Siges : 8,79 %
- Société Hélios (Groupe Lagardère) : 8,73 %
- Société Financière Pinault : 1,93 %
- M. Pierre Bergé : 1,93 %
- Société Sophia Asset Management Ltd : 0,48 %
- M. Henri Biard : 0,48 %
- Société Tilder : 0,48 %